# 15 ans de chansons
Albums de Gilles Servat
Litanies pour l'an 2000
(1996)
15 ans de chansons est la 1re compilation de Gilles Servat, paru en 1982 chez Pluriel. Ce 33 tours a été réédité en CD. 
C’est une compilation de chansons parues chez Phonogram.
Demain, Ile De Groix, L’Hirondelle, Désertion sont des enregistrements publics au Théâtre de Boulogne-Billancourt en avril 1981.
Demain est dédiée  « aux gens de Plogoff ».

## Titres de l'album
1. La Blanche Hermine (Gilles Servat) - 3:40
2. Kalondour (Gilles Servat) - 4:15
3. Demain (Gilles Servat) - 4:10
4. L'Île De Groix (Michelle Le Poder / Gilles Servat) - 4:26
5. L’Hirondelle (Gilles Servat) - 3:21
6. Crachat (Gilles Servat) - 1:23
7. Chantez La Vie, L’Amour Et La Mort (Gilles Servat) - 3:20
8. Désertion (Gilles Servat) - 5:20
9. Étrange Douceur (René Guy Cadou / Daniel Potet / Gilles Servat) - 2:48
10. Chanson Pour François Quenechou ( Gilles Servat) - 4:43
11. Je Dors En Bretagne Ce Soir (Gilles Servat) - 7:26